# Eagle 1
Eagle 1 (früher auch bekannt als AMC-3 und GE-3) war ein kommerzieller Kommunikationssatellit im Besitz des niederländischen Satellitenbetreibers SES World Skies. Die Hälfte aller Transponder gehörte Global Eagle Entertainment.

## Geschichte
Der Satellit wurde ursprünglich als GE-3 für den US-amerikanischen Satellitenbetreiber GE Americom gebaut. Der Start erfolgte am 4. September 1997 auf einer Atlas-II-Trägerrakete von der Cape Canaveral Air Force Station in einen Geotransferorbit. GE-3 wurde im selben Jahr auf seiner geostationären Position bei 72° West in Betrieb genommen. Von dort konnte er in ganz Nordamerika empfangen werden.
Im Jahr 2001 wurde GE Americom an SES verkauft und hieß von dort an SES Americom. Der Satellit wurde in AMC-3 umbenannt. Ab 2009 wurde der Satellit dann von SES World Skies betrieben.
Im Januar 2017 wurde die Ku-Transpondernutzlast an Global Eagle Entertainment verkauft und der Satellit in Eagle 1 umbenannt. Stand Oktober 2022 befindet er sich in einem inklinierten Orbit und ist inaktiv.

## Technische Daten
Lockheed Martin baute GE-3 auf Basis ihres Satellitenbusses der A2100-Serie. Der Satellit war mit jeweils 24 C- und Ku-Band-Transpondern ausgerüstet. Er war dreiachsenstabilisiert und wog beim Start ca. 2,8 Tonnen. Außerdem wurde er durch zwei große Solarmodule und Batterien mit Strom versorgt und besaß eine geplante Lebensdauer von 15 Jahren, welche er übertraf.